# Unió Nacional (Letònia)
Unió Nacional (en letó: Nacionālā apvienība) va ser un partit polític ultradretà de Letònia al període d'entreguerres,dirigit per Arved Bergs.
El partit va ser creat el 1919,. Van guanyar quatre escons en les eleccions legislatives de 1922 com Centre Independent no partidista (Bezpartijiskais Nacionalais centrs). El partit va prendre el nom d'Unió Nacional abans de les eleccions de 1925 on va aconseguir tres escons del Saeima. A les de 1928 es va reduir a dos escons que van perdre en les eleccions de 1931. El partit va deixar d'existir el 1934 quan es van prohibir tots els partits polítics després del cop d'estat realitzat per Kārlis Ulmanis.
El partit va representar parts conservadores dels sectors comercials, professionals i industrials. Va recolzar una política exterior nacionalista i la compensació de pagaments per als 1.300 propietaris de terres que havien estat desposseïts durant l'any 1920 per la reforma agrària, per tal de redistribuir els 3,7 milions d'hectàrees.